# Фінляндія на літніх Олімпійських іграх 2016
Фінляндія на літніх Олімпійських іграх 2016 була представлена 54 спортсменами в 15 видах спорту.

## Медалісти
| Медалі | Спортсмени    | Вид спорту | Дисципліна      | Дата      |
| ------ | ------------- | ---------- | --------------- | --------- |
| Бронза | Міра Потконен | Бокс       | жінки, до 60 кг | 20 серпня |

## Стрільба з лука
| Спортсмен    | Дисципліна                        | Попередній раунд | Попередній раунд | 1/32 фіналу        | 1/16 фіналу        | 1/8 фіналу         | Чвертьфінали       | Півфінали          | Фінал / БМ         | Фінал / БМ       |
| Спортсмен    | Дисципліна                        | Результат        | Сіяний           | Суперник Результат | Суперник Результат | Суперник Результат | Суперник Результат | Суперник Результат | Суперник Результат | Місце            |
| ------------ | --------------------------------- | ---------------- | ---------------- | ------------------ | ------------------ | ------------------ | ------------------ | ------------------ | ------------------ | ---------------- |
| Самулі Пійпо | індивідуальна першість (чоловіки) | 636              | 54               | Флото (GER) L 0–6  | Завершив виступ    | Завершив виступ    | Завершив виступ    | Завершив виступ    | Завершив виступ    | Завершив виступ  |
| Тару Куоппа  | індивідуальна першість (жінки)    | 643              | 14               | Тхве (MYA) L 3–7   | Завершила виступ   | Завершила виступ   | Завершила виступ   | Завершила виступ   | Завершила виступ   | Завершила виступ |

## Легка атлетика
Легенда
- Note – для трекових дисциплін місце вказане лише для забігу, в якому взяв участь спортсмен
- Q = пройшов у наступне коло напряму
- q = пройшов у наступне коло за добором (для трекових дисциплін - найшвидші часи серед тих, хто не пройшов напряму; для технічних дисциплін - увійшов до визначеної кількості фіналістів за місцем якщо напряму пройшло менше спортсменів, ніж визначена кількість)
- NR = Національний рекорд
- N/A = Коло відсутнє у цій дисципліні
- Bye = спортсменові не потрібно змагатися у цьому колі

Трекові і шосейні дисципліни
Чоловіки
| Спортсмен      | Дисципліна        | Попередній забіг | Попередній забіг | Півфінал  | Півфінал | Фінал           | Фінал           |
| Спортсмен      | Дисципліна        | Результат        | Місце            | Результат | Місце    | Результат       | Місце           |
| -------------- | ----------------- | ---------------- | ---------------- | --------- | -------- | --------------- | --------------- |
| Оскарі Мьорьо  | 400 м з бар'єрами | 49.04 NR         | 4 q              | 49.75     | 7        | Завершив виступ | Завершив виступ |
| Яркко Кіннунен | ходьба на 50 км   | Н/Д              | Н/Д              | Н/Д       | Н/Д      | 3:55:43         | 22              |
| Алексі Ояла    | ходьба на 50 км   | Н/Д              | Н/Д              | Н/Д       | Н/Д      | DSQ             | DSQ             |
| Аку Партанен   | ходьба на 50 км   | Н/Д              | Н/Д              | Н/Д       | Н/Д      | DNF             | DNF             |

Жінки
| Спортсменка          | Дисципліна           | Попередній забіг | Попередній забіг | Півфінал  | Півфінал | Фінал            | Фінал            |
| Спортсменка          | Дисципліна           | Результат        | Місце            | Результат | Місце    | Результат        | Місце            |
| -------------------- | -------------------- | ---------------- | ---------------- | --------- | -------- | ---------------- | ---------------- |
| Сандра Ерікссон      | 3000 м з перешкодами | 9:56.77          | 15               | Н/Д       | Н/Д      | Завершила виступ | Завершила виступ |
| Анне-Марі Хюрюляйнен | Марафон              | Н/Д              | Н/Д              | Н/Д       | Н/Д      | 2:39:02          | 51               |
| Нооралотта Незірі    | 100 м з бар'єрами    | 12.88            | 3 Q              | 13.04     | 6        | Завершила виступ | Завершила виступ |

Технічні дисципліни
Чоловіки
| Спортсмен        | Дисципліна     | Кваліфікація       | Кваліфікація | Фінал              | Фінал           |
| Спортсмен        | Дисципліна     | Результат у метрах | Місце        | Результат у метрах | Місце           |
| ---------------- | -------------- | ------------------ | ------------ | ------------------ | --------------- |
| Арі Манніо       | метання списа  | 77.73              | 27           | Завершив виступ    | Завершив виступ |
| Теро Піткямякі   | метання списа  | 79.56              | 21           | Завершив виступ    | Завершив виступ |
| Антті Руусканен  | метання списа  | 82.20              | 11 q         | 83.05              | 6               |
| Давід Сьодерберг | метання молота | 74.64              | 7 q          | 74.61              | 8               |

Жінки
| Спортсменка      | Дисципліна         | Кваліфікація       | Кваліфікація | Фінал              | Фінал            |
| Спортсменка      | Дисципліна         | Результат у метрах | Місце        | Результат у метрах | Місце            |
| ---------------- | ------------------ | ------------------ | ------------ | ------------------ | ---------------- |
| Крістійна Мякеля | потрійний стрибок  | 14.24 PB           | 5 q          | 13.95              | 12               |
| Вільма Мурто     | стрибки з жердиною | 4.30               | 24           | Завершила виступ   | Завершила виступ |
| Мінна Нікканен   | стрибки з жердиною | 4.55               | 13           | Завершила виступ   | Завершила виступ |
| Лінда Сандблом   | стрибки у висоту   | 1.89               | 26           | Завершила виступ   | Завершила виступ |
| Санні Утріайнен  | метання списа      | 53.42              | 31           | Завершила виступ   | Завершила виступ |

## Бадмінтон
| Спортсмен    | Дисципліна               | Груповий етап            | Груповий етап                  | Груповий етап | Вибування          | Чвертьфінал        | Півфінал           | Фінал / БМ         | Фінал / БМ       |
| Спортсмен    | Дисципліна               | Суперник Результат       | Суперник Результат             | Місце         | Суперник Результат | Суперник Результат | Суперник Результат | Суперник Результат | Місце            |
| ------------ | ------------------------ | ------------------------ | ------------------------------ | ------------- | ------------------ | ------------------ | ------------------ | ------------------ | ---------------- |
| Нанна Вайніо | одиночний розряд (жінки) | Марін (ESP) L 6–21, 4–21 | К'ярсфельдт (DEN) L 9–21, 8–21 | 3             | Завершила виступ   | Завершила виступ   | Завершила виступ   | Завершила виступ   | Завершила виступ |

## Бокс
| Спортсмен     | Категорія        | 1/8 фіналу         | Чвертьфінали       | Півфінали            | Фінал              | Фінал |
| Спортсмен     | Категорія        | Суперник Результат | Суперник Результат | Суперник Результат   | Суперник Результат | Місце |
| ------------- | ---------------- | ------------------ | ------------------ | -------------------- | ------------------ | ----- |
| Міра Потконен | до 60 кг (жінки) | Араужо (BRA) W 2–1 | Тейлор (IRL) W 2–1 | Цзюньхуа (CHN) L 0–3 | Завершила виступ   | 3     |

## Велоспорт

### Шосе
| Спортсмен     | Дисципліна                      | Час           | Місце         |
| ------------- | ------------------------------- | ------------- | ------------- |
| Лотта Лепісто | групова шосейна гонка (жінки)   | Не фінішувала | Не фінішувала |
| Лотта Лепісто | роздільна шосейна гонка (жінки) | 47:06.52      | 17            |

## Кінний спорт

### Триборство
| Спортсмен   | Кінь            | Дисципліна    | Виїздка      | Виїздка | Крос         | Крос    | Крос  | Конкур       | Конкур       | Конкур       | Конкур          | Конкур          | Конкур          | Загалом      | Загалом |
| Спортсмен   | Кінь            | Дисципліна    | Виїздка      | Виїздка | Крос         | Крос    | Крос  | Кваліфікація | Кваліфікація | Кваліфікація | Фінал           | Фінал           | Фінал           | Загалом      | Загалом |
| Спортсмен   | Кінь            | Дисципліна    | Штрафні очки | Місце   | Штрафні очки | Загалом | Місце | Штрафні очки | Загалом      | Місце        | Штрафні очки    | Загалом         | Місце           | Штрафні очки | Місце   |
| ----------- | --------------- | ------------- | ------------ | ------- | ------------ | ------- | ----- | ------------ | ------------ | ------------ | --------------- | --------------- | --------------- | ------------ | ------- |
| Елмо Янкарі | Duchess Désirée | Індивідуальні | 48.00        | 37      | 42.80        | 90.80   | 28    | 10.00        | 100.80       | 31           | Завершив виступ | Завершив виступ | Завершив виступ | 100.80       | 31      |

## Гольф
| Спортсмен       | Дисципліна | Раунд 1   | Раунд 2   | Раунд 3   | Раунд 4   | Загалом   | Загалом | Загалом |
| Спортсмен       | Дисципліна | Результат | Результат | Результат | Результат | Результат | Пар     | Місце   |
| --------------- | ---------- | --------- | --------- | --------- | --------- | --------- | ------- | ------- |
| Мікко Ілонен    | чоловіки   | 73        | 69        | 66        | 73        | 281       | −3      | =21     |
| Рооп Какко      | чоловіки   | 72        | 76        | 68        | 70        | 286       | +2      | =43     |
| Ноора Таммінен  | жінки      | 73        | 76        | 72        | 74        | 295       | +11     | =48     |
| Урсула Вікстрем | жінки      | 69        | 71        | 81        | 73        | 294       | +10     | =44     |

## Гімнастика

### Спортивна гімнастика
Чоловіки
| Спортсмен | Дисципліна | Кваліфікація      | Кваліфікація        | Кваліфікація | Кваліфікація | Кваліфікація | Кваліфікація | Кваліфікація | Кваліфікація | Фінал  | Фінал  | Фінал  | Фінал  | Фінал           | Фінал           | Фінал           | Фінал           |                 |                 |                 |                 |
| Спортсмен | Дисципліна | Снаряд            | Снаряд              | Снаряд       | Снаряд       | Снаряд       | Снаряд       | Загалом      | Місце        | Снаряд | Снаряд | Снаряд | Снаряд | Снаряд          | Снаряд          | Загалом         | Місце           |                 |                 |                 |                 |
| --------- | ---------- | ----------------- | ------------------- | ------------ | ------------ | ------------ | ------------ | ------------ | ------------ | ------ | ------ | ------ | ------ | --------------- | --------------- | --------------- | --------------- | --------------- | --------------- | --------------- | --------------- |
| Спортсмен | Дисципліна | Карл Оскар Кірмес | Абсолютна першість) | 14.933       | 14.000       | 13.833       | 14.200       | Загалом      | Місце        | 13.891 | 13.266 | 84.123 | 35     | Завершив виступ | Завершив виступ | Завершив виступ | Завершив виступ | Завершив виступ | Завершив виступ | Завершив виступ | Завершив виступ |

### Художня гімнастика
| Спортсменка      | Дисципліна                  | Кваліфікація | Кваліфікація | Кваліфікація | Кваліфікація | Кваліфікація | Кваліфікація | Фінал            | Фінал            | Фінал            | Фінал            | Фінал            | Фінал            |
| Спортсменка      | Дисципліна                  | Обруч        | М'яч         | Булави       | Стрічка      | Загалом      | Місце        | Обруч            | М'яч             | Булави           | Стрічка          | Загалом          | Місце            |
| ---------------- | --------------------------- | ------------ | ------------ | ------------ | ------------ | ------------ | ------------ | ---------------- | ---------------- | ---------------- | ---------------- | ---------------- | ---------------- |
| Катерина Волкова | Індивідуальне багатоборство | 16.916       | 16.966       | 17.000       | 16.633       | 67.515       | 21           | Завершила виступ | Завершила виступ | Завершила виступ | Завершила виступ | Завершила виступ | Завершила виступ |

## Дзюдо
| Спортсмен    | Категорія           | 1/32 фіналу        | 1/16 фіналу                  | 1/8 фіналу         | Чвертьфінали       | Півфінали          | Втішний поєдинок   | Фінал / БМ         | Фінал / БМ      |
| Спортсмен    | Категорія           | Суперник Результат | Суперник Результат           | Суперник Результат | Суперник Результат | Суперник Результат | Суперник Результат | Суперник Результат | Місце           |
| ------------ | ------------------- | ------------------ | ---------------------------- | ------------------ | ------------------ | ------------------ | ------------------ | ------------------ | --------------- |
| Юхо Рейнвалл | до 60 кг (чоловіки) | Bye                | Цогтбаатарин (MGL) L 000–011 | Завершив виступ    | Завершив виступ    | Завершив виступ    | Завершив виступ    | Завершив виступ    | Завершив виступ |

## Вітрильний спорт
Чоловіки
| Спортсмен                       | Клас  | Заплив | Заплив | Заплив | Заплив | Заплив | Заплив | Заплив | Заплив | Заплив | Заплив | Заплив | Очки | Підсумкове місце |
| Спортсмен                       | Клас  | 1      | 2      | 3      | 4      | 5      | 6      | 7      | 8      | 9      | 10     | M      | Очки | Підсумкове місце |
| ------------------------------- | ----- | ------ | ------ | ------ | ------ | ------ | ------ | ------ | ------ | ------ | ------ | ------ | ---- | ---------------- |
| Каарле Таппер                   | Лазер | 32     | 12     | 31     | 29     | 27     | 18     | 17     | 11     | 23     | 19     | EL     | 187  | 26               |
| Тапіо Ніркко                    | Фінн  | 20     | 7      | 15     | 5      | 3      | 24     | 20     | 21     | 6      | 10     | EL     | 107  | 15               |
| Йоонас Ліндгрен Ніклас Ліндгрен | 470   | 20     | 11     | 23     | 18     | 24     | 19     | 3      | 10     | 9      | 10     | EL     | 123  | 16               |

Жінки
| Спортсменка                      | Клас         | Заплив | Заплив | Заплив | Заплив | Заплив | Заплив | Заплив | Заплив | Заплив | Заплив | Заплив | Заплив | Заплив | Очки | Підсумкове місце |
| Спортсменка                      | Клас         | 1      | 2      | 3      | 4      | 5      | 6      | 7      | 8      | 9      | 10     | 11     | 12     | M      | Очки | Підсумкове місце |
| -------------------------------- | ------------ | ------ | ------ | ------ | ------ | ------ | ------ | ------ | ------ | ------ | ------ | ------ | ------ | ------ | ---- | ---------------- |
| Туулі Петая                      | RS:X         | 4      | 9      | 8      | 5      | 9      | 5      | 27     | 3      | 12     | 10     | 6      | 8      | 20     | 99   | 10               |
| Туула Тенканен                   | Лазер радіал | 4      | 16     | 8.6    | 2      | 14     | 3      | 13     | 8      | 2      | 14     | Н/Д    | Н/Д    | 18     | 86.6 | 5                |
| Ноора Рускола Камілла Цедеркрейц | 49erFX       | 7      | 12     | 16     | 13     | 21     | 15     | 14     | 15     | 14     | 10     | 20     | 18     | EL     | 154  | 17               |

M = Медальний заплив; EL = Вибув – не потрапив до медального запливу; перекреслення означає вилучені очки

## Стрільба
| Спортсмен           | Дисципліна      | Кваліфікація | Кваліфікація | Півфінал         | Півфінал         | Фінал            | Фінал            |
| Спортсмен           | Дисципліна      | Очки         | Місце        | Очки             | Місце            | Очки             | Місце            |
| ------------------- | --------------- | ------------ | ------------ | ---------------- | ---------------- | ---------------- | ---------------- |
| Веса Торнроос       | трап (чоловіки) | 116          | 11           | Завершив виступ  | Завершив виступ  | Завершив виступ  | Завершив виступ  |
| Сату Мякеля-Нуммела | трап (жінки)    | 66           | 10           | Завершила виступ | Завершила виступ | Завершила виступ | Завершила виступ |

## Плавання
Чоловіки
| Спортсмен          | Дисципліна           | Попередній заплив | Попередній заплив | Півфінал        | Півфінал        | Фінал           | Фінал           |
| Спортсмен          | Дисципліна           | Час               | Місце             | Час             | Місце           | Час             | Місце           |
| ------------------ | -------------------- | ----------------- | ----------------- | --------------- | --------------- | --------------- | --------------- |
| Матіас Коскі       | 200 м вільним стилем | 1:47.40           | 21                | Завершив виступ | Завершив виступ | Завершив виступ | Завершив виступ |
| Матіас Коскі       | 400 м вільним стилем | 3:55.57           | 42                | Н/Д             | Н/Д             | Завершив виступ | Завершив виступ |
| Арі-Пекка Люкконен | 50 м вільним стилем  | 22.25             | 23                | Завершив виступ | Завершив виступ | Завершив виступ | Завершив виступ |
| Арі-Пекка Люкконен | 100 м вільним стилем | 50.14             | 42                | Завершив виступ | Завершив виступ | Завершив виступ | Завершив виступ |
| Матті Маттссон     | 100 м брасом         | 1:02.45           | 38                | Завершив виступ | Завершив виступ | Завершив виступ | Завершив виступ |
| Матті Маттссон     | 200 м брасом         | 2:10.49           | 11 Q              | 2:12.99         | 16              | Завершив виступ | Завершив виступ |

Жінки
| Спортсменка                                                          | Дисципліна                    | Попередній заплив | Попередній заплив | Півфінал         | Півфінал         | Фінал            | Фінал            |
| Спортсменка                                                          | Дисципліна                    | Час               | Місце             | Час              | Місце            | Час              | Місце            |
| -------------------------------------------------------------------- | ----------------------------- | ----------------- | ----------------- | ---------------- | ---------------- | ---------------- | ---------------- |
| Мімоза Джаллоу                                                       | 100 м на спині                | 1:01.58           | 24                | Завершила виступ | Завершила виступ | Завершила виступ | Завершила виступ |
| Єнна Лаукканен                                                       | 100 м брасом                  | 1:07.35 NR        | 18                | Завершила виступ | Завершила виступ | Завершила виступ | Завершила виступ |
| Єнна Лаукканен                                                       | 200 м брасом                  | 2:25.52           | 14 Q              | 2:25.14 NR       | 14               | Завершила виступ | Завершила виступ |
| Таня Кюлляйнен                                                       | 200 м комплексом              | 2:14.97           | 25                | Завершила виступ | Завершила виступ | Завершила виступ | Завершила виступ |
| Таня Кюлляйнен                                                       | 400 м комплексом              | 4:45.33 NR        | 25                | Н/Д              | Н/Д              | Завершила виступ | Завершила виступ |
| Мімоза Джаллоу Єнна Лаукканен Emilia Pikkarainen Ханна-Марія Сеппяля | Естафета 4 × 100 м комплексом | 4:01.61           | 11                | Н/Д              | Н/Д              | Завершила виступ | Завершила виступ |

## Настільний теніс
| Спортсмен    | Дисципліна                  | Попередній раунд   | Раунд 1            | Раунд 2            | Раунд 3            | 1/8 фіналу         | Чвертьфінали       | Півфінали          | Фінал / БМ         | Фінал / БМ      |
| Спортсмен    | Дисципліна                  | Суперник Результат | Суперник Результат | Суперник Результат | Суперник Результат | Суперник Результат | Суперник Результат | Суперник Результат | Суперник Результат | Місце           |
| ------------ | --------------------------- | ------------------ | ------------------ | ------------------ | ------------------ | ------------------ | ------------------ | ------------------ | ------------------ | --------------- |
| Benedek Oláh | одиночний розряд (чоловіки) | Bye                | Чень Ф (SIN) W 4–1 | Грот (DEN) L 0–4   | Завершив виступ    | Завершив виступ    | Завершив виступ    | Завершив виступ    | Завершив виступ    | Завершив виступ |

## Тхеквондо
| Спортсмен     | Категорія        | 1/8 фіналу               | Чвертьфінали          | Півфінали          | Втішний поєдинок   | Фінал / БМ         | Фінал / БМ       |
| Спортсмен     | Категорія        | Суперник Результат       | Суперник Результат    | Суперник Результат | Суперник Результат | Суперник Результат | Місце            |
| ------------- | ---------------- | ------------------------ | --------------------- | ------------------ | ------------------ | ------------------ | ---------------- |
| Суві Мікконен | до 57 кг (жінки) | Васконцелос (BRA) W 10–9 | Гласновіч (SWE) L 4–7 | Завершила виступ   | Завершила виступ   | Завершила виступ   | Завершила виступ |

## Важка атлетика
| Спортсмен      | Категорія           | Ривок     | Ривок | Поштовх   | Поштовх | Загалом | Місце |
| Спортсмен      | Категорія           | Результат | Місце | Результат | Місце   | Загалом | Місце |
| -------------- | ------------------- | --------- | ----- | --------- | ------- | ------- | ----- |
| Мілко Токола   | до 85 кг (чоловіки) | 145       | 20    | 175       | 19      | 320     | 19    |
| Анні Вуохійокі | до 63 кг (жінки)    | 85        | 11    | 107       | 10      | 192     | 10    |

## Боротьба
Легенда:
- VT – Перемога на туше.
- PP – Перемога за очками – з технічними очками в того, хто програв.
- PO – Перемога за очками – без технічних очок в того, хто програв.
- ST – Перемога за явної переваги – різниця в очках становить принаймні 8 (греко-римська боротьба) або 10 (вільна боротьба) очок, без технічних очок у того, хто програв.

Греко-римська боротьба
| Спортсмен       | Категорія | Кваліфікація       | 1/8 фіналу                 | Чвертьфінал        | Півфінал           | Втішний поєдинок 1 | Втішний поєдинок 2 | Фінал / БМ         | Фінал / БМ |
| Спортсмен       | Категорія | Суперник Результат | Суперник Результат         | Суперник Результат | Суперник Результат | Суперник Результат | Суперник Результат | Суперник Результат | Місце      |
| --------------- | --------- | ------------------ | -------------------------- | ------------------ | ------------------ | ------------------ | ------------------ | ------------------ | ---------- |
| Теро Вялімякі   | до 66 кг  | Bye                | Болквадзе (GEO) L 0–3 PO   | Завершив виступ    | Завершив виступ    | Завершив виступ    | Завершив виступ    | Завершив виступ    | 15         |
| Рамі Хієтаніємі | до 85 кг  | Bye                | Хрустановіч (AUT) L 1–3 PP | Завершив виступ    | Завершив виступ    | Завершив виступ    | Завершив виступ    | Завершив виступ    | 11         |

Жінки
| Спортсменка | Категорія | Кваліфікація        | 1/8 фіналу            | Чвертьфінал               | Півфінал            | Втішний поєдинок 1  | Втішний поєдинок 2  | Фінал / БМ          | Фінал / БМ |
| Спортсменка | Категорія | Суперниця Результат | Суперниця Результат   | Суперниця Результат       | Суперниця Результат | Суперниця Результат | Суперниця Результат | Суперниця Результат | Місце      |
| ----------- | --------- | ------------------- | --------------------- | ------------------------- | ------------------- | ------------------- | ------------------- | ------------------- | ---------- |
| Петра Оллі  | до 58 кг  | Bye                 | Аденії (NGR) W 3–1 PP | Тинибекова (KGZ) L 1–3 PP | Завершила виступ    | Завершила виступ    | Завершила виступ    | Завершила виступ    | 10         |